# Hypotacha raffaldii
Hypotacha raffaldii is een vlinder uit de familie spinneruilen (Erebidae). De wetenschappelijke naam is voor het eerst geldig gepubliceerd in 1939 door Berio.
De soort komt voor in tropisch Afrika.